# 周宏宝
周宏宝（1935年9月—1994年），江苏扬州人，中共第十届中央委员（任职至文革结束）。

## 生平
上海第一钢铁厂工人。1959年加入中国共产党。后任上海市革命委员会常委、上海民兵指挥部领导小组第一副组长。1975年2月起任教育部副部长（1975年2月24日任教育部临时领导小组组长）。1975年11月，毛泽东决定开展批邓、反击右倾翻案风。12月《红旗》杂志和《人民日报》发表《教育革命的方向不容篡改》。在江青、张春桥的策划下，迟群在幕后，周宏宝在幕前，正式提出“打倒邓小平、周荣鑫、李琦”，指挥造反派对时任教育部部长周荣鑫、李琦连续批斗。1975年4月12日上午，教育部造反派开始对周荣鑫进行轮番质问和批斗，9时25分周荣鑫昏迷，9时40分北京医院的救护车到达教育部，约9时50分李先念的抢救指示抵达。但周宏宝等人等待张春桥的回答，拖到中午12时35分才送北京医院，周荣鑫因此被拖延抢救时机，次日凌晨2时去世。
怀仁堂事变后被隔离审查，后被开除党籍。1979年2月后曾在教育部所属洗印厂监督劳动。1979年起为上海第八钢铁厂工人。1994年逝世。